# Nicolette Hellemans
Nicolette Hellemans   (Groningen, 30 de novembre de 1961) és una ex-remadora neerlandesa que va competir durant les dècades de 1970 i 1980.
El 1984 va prendre part en els Jocs Olímpics de Los Angeles, on disputà dues proves del programa de rem. Guanyà la medalla de plata en el doble scull, fent equip amb la seva germana Greet Hellemans, i la de bronze en el vuit amb timoner.